# 云南茴芹
云南茴芹（学名：Pimpinella yunnanensis）是伞形科茴芹属的植物，是中国的特有植物。分布在中国大陆的云南等地，生长于海拔1,400米至3,200米的地区，常生于山谷林下、河边灌丛和高山草甸中，目前尚未由人工引种栽培。
其种加词 yunnanensis 意为“云南的”。